# 圕の大魔術師
『圕の大魔術師』（としょかんのだいまじゅつし）は、泉光による日本の漫画。ジャンルは「異世界ビブリオファンタジー」とされている。『good!アフタヌーン』（講談社）にて、2017年12月号から連載中。
2018年4月に単行本第1巻が発売された際には、白浜鴎が推薦コメントを寄せている。
2025年4月時点で単行本の累計部数が160万部を突破している。
「圕」は図書館の略字である。

## あらすじ
小さな村に住む本が大好きな少年は混血であったため差別的な扱いを受け孤独であった。ある日、村に訪れた司書（カフナ）と出会い、少年の運命が大きく動き出す。

## 登場人物

### 主要人物
シオ＝フミス
本作の主人公。
田舎の小村・アムンに住む本が好きな少年。6歳→13歳。
ヒューロン族とホピ族の混血で、ホピ族の特徴である緑の眼、金髪、白い肌、長く尖った耳を持ち、額には十字傷がある。両親は居らず、姉・ティファ＝フミスと2人で村の貧民街に暮らしている。容姿と貧困故に殆どの村人から差別を受け、名前ではなく「耳長」という蔑称で呼ばれていた。シオ自身そんな状況に不満を抱いており、いつか冒険へと連れ出してくれる主人公が現れると信じていた。
6歳のころ、村で発見された魔道書の回収に訪れた司書・セドナ＝ブルゥと出会う。セドナとの交流の中で彼女こそ待ち望んでいた主人公だと考えるが、セドナはこれを否定する。別れ際、セドナから宝物である1冊の本を預かり、主人公を待つのではなくシオ自身が主人公になることを説かれる。この経験とセドナへの憧れから、司書になることを決意する。
ウイラ
水車の街エスプレオの骨董屋エトーマスが飼っていたフルアという尾が2つある小動物。シトラルポルのため、目が赤く白色個体。エトーマスからは懐かないという理由で虐待を受けていたところ、シオ達により保護された。
砂漠の魔術師によって「何者か」が封印されており、人語を理解し会話も出来るが人前では小動物として振舞っている。ウイラとはシオが呼び名を決める際にこっそり名乗った名で、「雷」の意味がある。
シオのことは愛しの王子様と呼び慕っている。

### アムンの村
ティファ＝フミス
旅路の果てにアムンの村に着いた。村人からは異民族を育てる変人と評価されている。
サキヤ＝メネス
アムンの村の図書館の館長の娘。ケコという猿を飼っている。
オセ＝メネス
アムン図書館館長。

### アフツァック中央圕
セドナ＝ブルゥ
アムンの村を訪れた司書。守護室期待の若手。かっこつけるところがある。
アンズ＝カヴィシマフ
アムンの村を訪れた司書。渉外室所属。いつもにこやかな6児の母。怒ると怖い。
ピピリ＝ピルベリィ
アムンの村を訪れた司書。修復室所属。ココパ族のカフナ。修復の技術はピカイチ。
ナナコ＝ワトル
アムンの村を訪れた司書。修復室所属。本を愛する文学少女。愛想がないのが玉に瑕。

## 評価
2018年、「次にくるマンガ大賞2018」にノミネートされる。2019年2月に発表された「全国書店員が選んだおすすめコミック2019」一般部門にて12位を獲得。2021年1月には日本出版販売発表の「出版社コミック担当が選んだおすすめコミック」にて9位に選出されている。

## 書誌情報
- 泉光 『圕の大魔術師』 講談社〈アフタヌーンKC〉、既刊9巻（2025年6月6日現在）
  1. 2018年4月6日発行（同日発売[2][7]）、ISBN 978-4-06-511243-4
  2. 2018年11月7日発行（同日発売[8]）、ISBN 978-4-06-513566-2
  3. 2019年8月7日発行（同日発売[9]）、ISBN 978-4-06-516736-6
  4. 2020年6月5日発行（同日発売[10]）、ISBN 978-4-06-519471-3
  5. 2021年6月7日発行（同日発売[11]）、ISBN 978-4-06-523523-2
  6. 2022年6月7日発行（同日発売[12]）、ISBN 978-4-06-528198-7
  7. 2023年6月7日発行（同日発売[13]）、ISBN 978-4-06-531799-0
  8. 2024年6月6日発行（同日発売[14]）、ISBN 978-4-06-535756-9
  9. 2025年6月6日発行（同日発売[15]）、ISBN 978-4-06-539701-5